# Império Palava

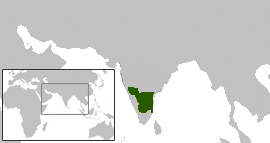
Territórios Palavas durante o reinado de Narasimavarmã I. Isso inclui os territórios Chaluquias ocupados pelos Palavas.

O Império Palava (Pallava) foi um Estado indiano fundado pela dinastia homônima e que existiu de 275 a 897, governando uma parte do sul da Índia. Eles ganharam destaque após o eclipse do Império Satavana, a quem os Palavas serviram como feudatórios.
Os Palavas se tornaram uma grande potência durante o reinado de Maendravarmã I (r. 571–630) e Narasimavarmã I (r. 630–668) e dominou as partes do sul da região de Andra Pradexe e partes do norte da região do Tamilacã por cerca de 600 anos até o final do século IX. Ao longo de seu reinado, eles estiveram em conflito constante com os Chaluquias de Badami, no norte, e com os reinos de Chola e Pandia, no sul, de origens tâmil. Os Palavas foram finalmente derrotados pelo governante Chola, Aditia I, no século IX.
A dinastia é mais conhecida por seu patrocínio à arquitetura, com o melhor exemplo sendo o Templo Shore, um Patrimônio Mundial da UNESCO em Mamalapurã. Conjiverão era a capital do Império Palava. Os Palavas, que deixaram esculturas e templos magníficos, estabeleceram as bases da arquitetura medieval do sul da Índia. Eles desenvolveram a escrita palava da qual o Grantha descende. Sua escrita deu origem a várias outras escritas do sudeste asiático. O viajante chinês Xuanzang visitou Conjiverão durante o governo palava e exaltou seu governo benigno.

## Etimologia
A palavra Pallava significa trepadeira ou ramo em sânscrito.

## Origens
As origens dos Palavas são debatidas por estudiosos. Os materiais históricos disponíveis incluem três concessões de placa de cobre de Sivascandavarmã, no primeiro quarto do século IV, todas emitidas de Conjiverão mas encontradas em várias partes de Andra Pradexe, e outra inscrição de Simavarmã datada de meio século antes, na área de Palnadu, no distrito de Guntur. Todos os primeiros documentos estão em prácrito e os estudiosos encontram semelhanças na paleografia e na linguagem com os Satavanas e os Máurias. Diz-se que suas primeiras moedas são semelhantes às dos Satavanas. Duas teorias principais das origens emergiram desses dados: uma que os Palavas eram ex-subsidiários dos Satavanas em Andradesa (região ao norte do rio Pena, na atual Andra Pradexe) e posteriormente expandiram-se para o sul até Canchi. A outra teoria aduz que que eles inicialmente subiram ao poder em Canchi e se expandiram para o norte até o rio Krishna.
Entre os proponentes da teoria da origem dos Palavas em Andra Pradexe incluem S. Krishnaswami Aiyangar e K.A. Nilakanta Sastri. Eles acreditam que os Palavas eram originalmente feudatários dos Satavanas na parte sudeste de seu império, até se tornarem independentes, quando o poder dos Satavanas declinou. [17] Eles são vistos como "estranhos ao país tâmil", sem relação com as antigas linhas de Cheras, Pandias e Cholas. Como a concessão de Simavarmã não detém títulos reais, eles acreditam que ele pode ter sido um subsidiário da dinastia Andra Iquesvacu, que estava no poder em Andradesa naquela época. No meio século seguinte, os Palavas tornaram-se independentes e se expandiram até Canchi.
Outra teoria é proposta pelos historiadores R. Sathianathaier e Dineshchandra Sircar, com endossos de Hermann Kulke, Dietmar Rothermund e Burton Stein. Sircar aponta que as lendas familiares dos Palavas falam de um ancestral descendente de Asvatama, o lendário guerreiro do Maabárata, e de sua união com uma princesa Naga. De acordo com Ptolomeu, a região de Aruvanadu, entre o rio Pena e o sul, foi governado por um rei Basaronaga por volta do ano 140. Ao se casar com a princesa Naga, os Palavas teriam adquirido o controle da região perto de Canchi. Enquanto Sircar aduz que os Palavas possam ter sido governantes provinciais sob os últimos Satavanas, com uma linhagem parcial do norte, Sathianathaier os vê como nativos de Tondaimandalã (a região central de Aruvanadu). Ele argumenta que eles poderiam muito bem ter adotado as práticas do norte da Índia sob o governo máuria de Açoca. Ele relaciona o nome "Palava" com Pulindas, cuja herança é carregada por nomes como "Pulinadu" e "Puliurcotã", oriundos na região.